# Яцек Карпінський
Яцек Рафал Карпінський (пол. Jacek Rafał Karpiński; 9 квітня 1927 , Турин  — 21 лютого 2010 , Вроцлав ) — польський винахідник і конструктор комп'ютерної техніки.

## Біографія
Народився в сім'ї інженера та альпініста Адама Карпінського. Його мати була професором спортивної медицини і також альпіністкою.
Під час Другої світової війни у віці чотирнадцяти років Карпінський вступив до підпільної організації Сірі Шеренги, брав участь у розвідувальних операціях. Потім він був бійцем батальйону Армії Крайової Зошка, де познайомився з Кшиштофом Камілем Бачинським, видатним польським поетом, разом з ним брав участь у Варшавському повстанні 1944 р. був поранений у хребет і паралізований.
Значною мірою завдяки старанням матері, Карпінський знову навчився ходити, хоча все життя кульгав. Куля залишалася у нього в спині до смерті.
Після війни Карпінський закінчив школу, а в 1951 році — Варшавський політехнічний університет. Спочатку він хотів стати композитором, оскільки дуже любив музику, але вирішив вивчати електроніку.
Після закінчення університету Карпінський працював на заводі електроніки, де сконструював короткохвильовий радіоприймач, який виявився настільки вдалим, що його використовувало польське міністерство закордонних справ.
У 1955 році Карпінський почав працювати в Польській академії наук, де сконструював прилад AAH, який збільшував точність прогнозів погоди на 10 %, а в 1959 році сконструював комп'ютер AKAT-1. Це був перший у світі аналоговий комп'ютер, який міг розв'язувати диференціальні рівняння.
У 1960 році Карпінський став переможцем міжнародного конкурсу молодих кібернетиків, організованого ЮНЕСКО. Після цього він отримав можливість вирушити на два роки в США, щоб стажуватися в Гарвардському університеті і Массачусетському технологічному інституті.
У 1962 році Карпінський повернувся до Польщі, а в 1964 році він створив перцептрон — підключену до камери штучну нейронну мережу на базі транзисторів, яка могла розпізнавати показані їй форми (наприклад, трикутник, намальований на аркуші паперу) і «вчитися». Це був другий подібний пристрій у світі.
Однак незабаром внаслідок інтриг Карпінський був змушений перейти на роботу з Академії наук в Інститут експериментальної фізики Варшавського університету. Там до 1968 року він сконструював комп'ютер KAR-65, який аналізував дані про зіткнення елементарних частинок.
Потім Карпінський почав розробляти персональний комп'ютер. Інститут експериментальної фізики не зумів знайти фінансування для цього проекту. Але з допомогою високопоставленого британського друга Карпінський отримав позитивні відгуки британських фахівців, після чого в 1970 р. був створений завод мікрокомп'ютерів у Варшаві, на якому використовувалися британські складові та фінансування.
У 1971 році на Міжнародній виставці в Познані був продемонстрований персональний комп'ютер K-202, сконструйований Карпінським разом з командою інженерів, що включала Збислава Швая, Ельжбету Єзерську і Кшиштофа Ярославського. Але він став конкурентом менш досконалого комп'ютера Odra, який виробляла польська державна компанія Elwro.
Внаслідок інтриг у 1973 році виробництво комп'ютерів К-202 (всього було вироблено лише 30 одиниць) було згорнуто, а сам Карпінський був звільнений. На знак протесту Карпінський і його дружина Ева переїхали в село, де стали розводити свиней і курей.
У 1981 році Карпінському дозволили емігрувати, і він поїхав до Швейцарії, де створив ручний сканер. Він випередив перші японські аналоги більше ніж на рік.
У 1990 році Карпінський повернувся в Польщу, щоб налагодити виробництво свого сканера, але через фінансові труднощі це не вдалося, і Карпінський навіть втратив свій будинок у Варшаві. Він переїхав жити у Вроцлав, де займався створенням інтернет-сайтів.
За героїзм під час Варшавського повстання він був відзначений трьома державними нагородами «Хрест Хоробрих».